# Podisma
Podisma es un género de saltamontes de la familia Acrididae.

## Especies
- Podisma aberrans Ikonnikov, 1911
- Podisma amedegnatoae Fontana & Pozzebon, 2007 – especie casi amenazada.[2]
- Podisma cantabricae Morales-Agacino, 1950 – especie casi amenazada.[3]
- Podisma carpetana Bolívar, 1898 – en estado vulnerable.[4]
- Podisma eitschbergeri Harz, 1973
- Podisma dechambrei Leproux, 1951
- Podisma emiliae Ramme, 1926 – en peligro de extinción.[5]
- Podisma goidanich Baccetti, 1959 – en peligro de extinción.[6]
- Podisma hesperus Hebard, 1936
- Podisma kanoi Storozhenko, 1994
- Podisma lezgina Uvarov, 1917
- Podisma magdalenae Galvagni, 1971 – en peligro crítico de extinción.[7]
- Podisma miramae Savenko, 1941
- Podisma pedestris Linnaeus, 1758
- Podisma ruffoi Baccetti, 1971 – en peligro de extinción.[8]
- Podisma sapporensis Shiraki, 1910
- Podisma satunini Uvarov, 1916
- Podisma silvestrii Salfi, 1935 – en peligro crítico de extinción.[8]
- Podisma syriaca Brunner von Wattenwyl, 1861
- Podisma teberdina Ramme, 1951
- Podisma tyatiensis Bugrov & Sergeev, 1997[9]
- Podisma uvarovi Ramme, 1926[10]